# Workbench

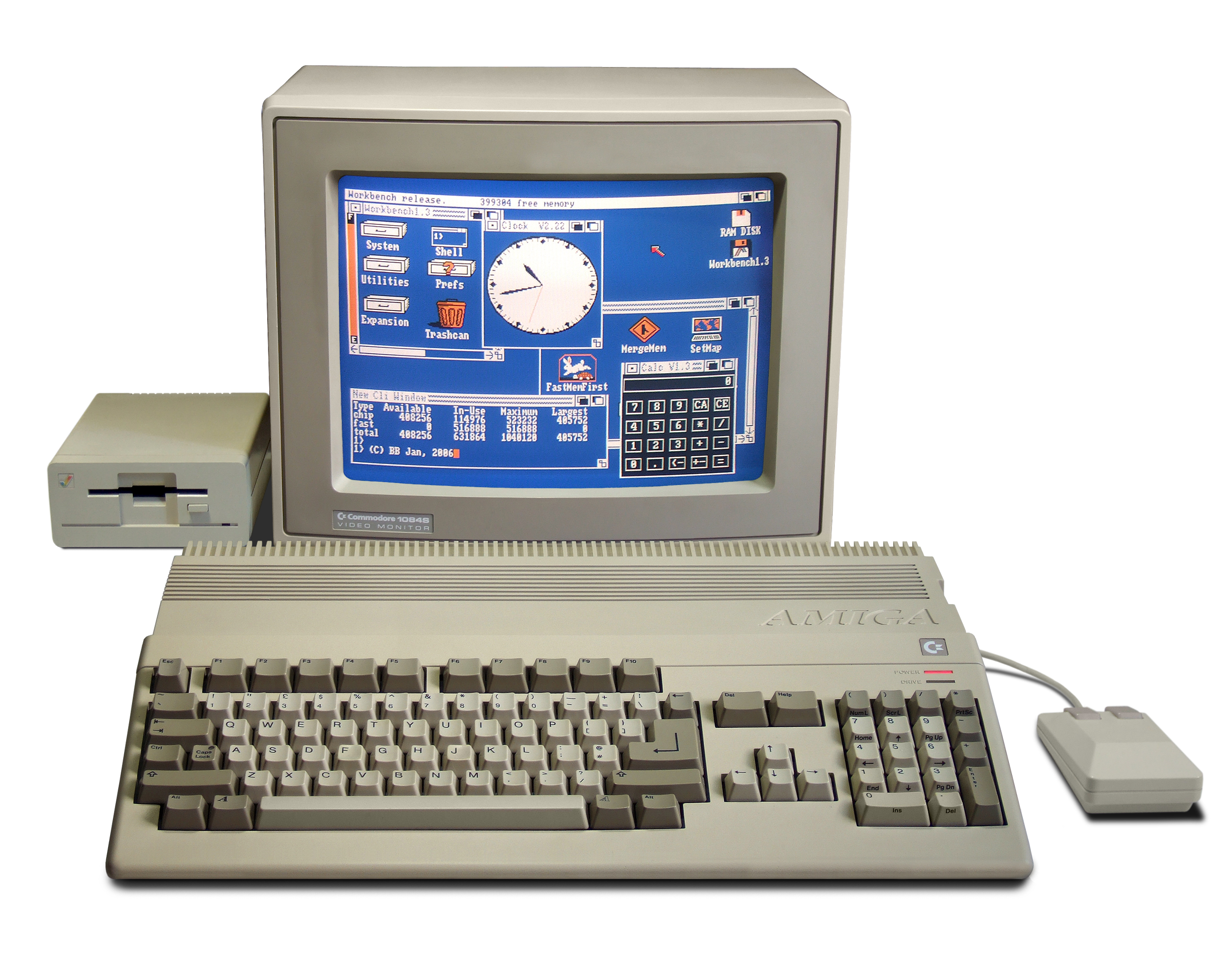
Amiga 500. Na ekranie monitora widoczny Workbench

Workbench – graficzny interfejs użytkownika stworzony dla systemu AmigaOS. Wydany w roku 1985 przez firmę Commodore wraz z systemem operacyjnym AmigaOS 1.0.